# McCuddin Mountains
Die McCuddin Mountains sind eine kleine Gruppe von Bergen, zu denen neben Mount Flint und Mount Petras einige verstreute Berggipfel und Nunatakker gehören. Sie liegen etwa 65 km östlich der Ames Range im westantarktischen Marie-Byrd-Land.
Wissenschaftler der United States Antarctic Service Expedition (1939–1941) entdeckten und fotografierten sie bei einem Überflug am 14. Dezember 1940. Der United States Geological Survey kartierte sie anhand eigener Vermessungen und Luftaufnahmen der United States Navy zwischen 1959 und 1965. Das Advisory Committee on Antarctic Names benannte sie 1974 nach Konteradmiral Leo B. McCuddin (1917–1983), Kommandeur der Unterstützungseinheiten der United States Navy in der Antarktis im Jahr 1972.